# Clytia noliformis
Clytia noliformis is een hydroïdpoliep uit de familie Campanulariidae. De poliep komt uit het geslacht Clytia. Clytia noliformis werd in 1859 voor het eerst wetenschappelijk beschreven door McCrady. 